# Pandanus koordersii
Pandanus koordersii är en enhjärtbladig växtart som beskrevs av Ugolino Martelli. Pandanus koordersii ingår i släktet Pandanus och familjen Pandanaceae.
Artens utbredningsområde är Sulawesi. Inga underarter finns listade.